# Szkoła Podoficerska Logistyki w Grupie
Szkoła Podoficerska Logistyki w Grupie (SPLog) —  szkoła podoficerska sformowana 1 października 2020 r., kształcąca adekwatnie do potrzeb armii w 45 specjalnościach logistycznych w dziedzinach m.in. zabezpieczania wojsk w wyżywienie, uzbrojenie czy środki bojowe.

Symbole
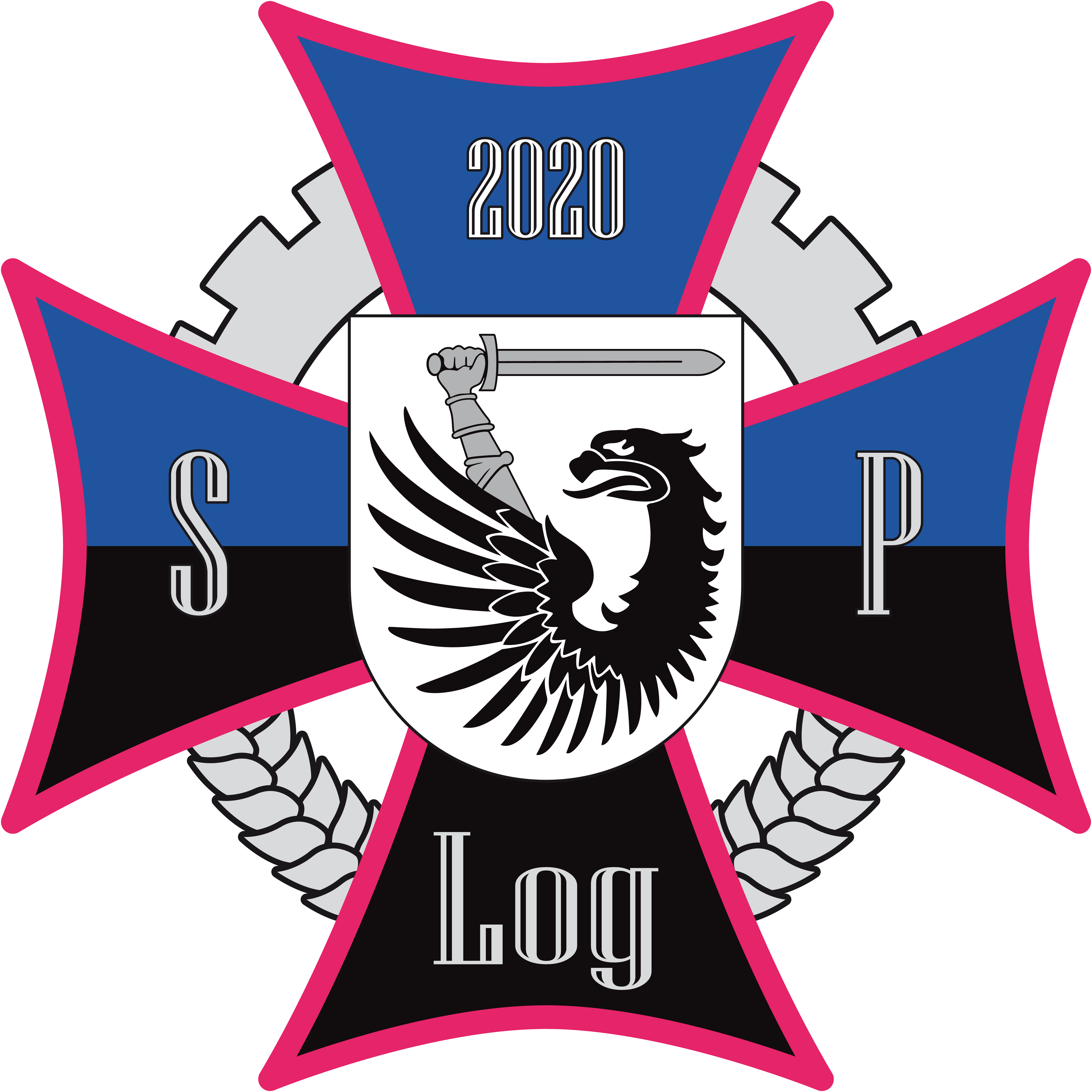
Odznaka pamiątkowa
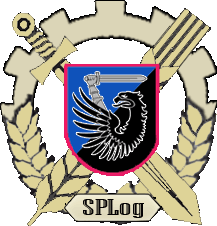
Złota odznaka absolwenta
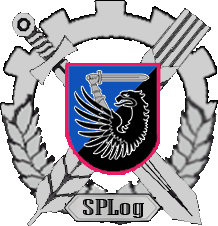
Srebrna odznaka absolwenta
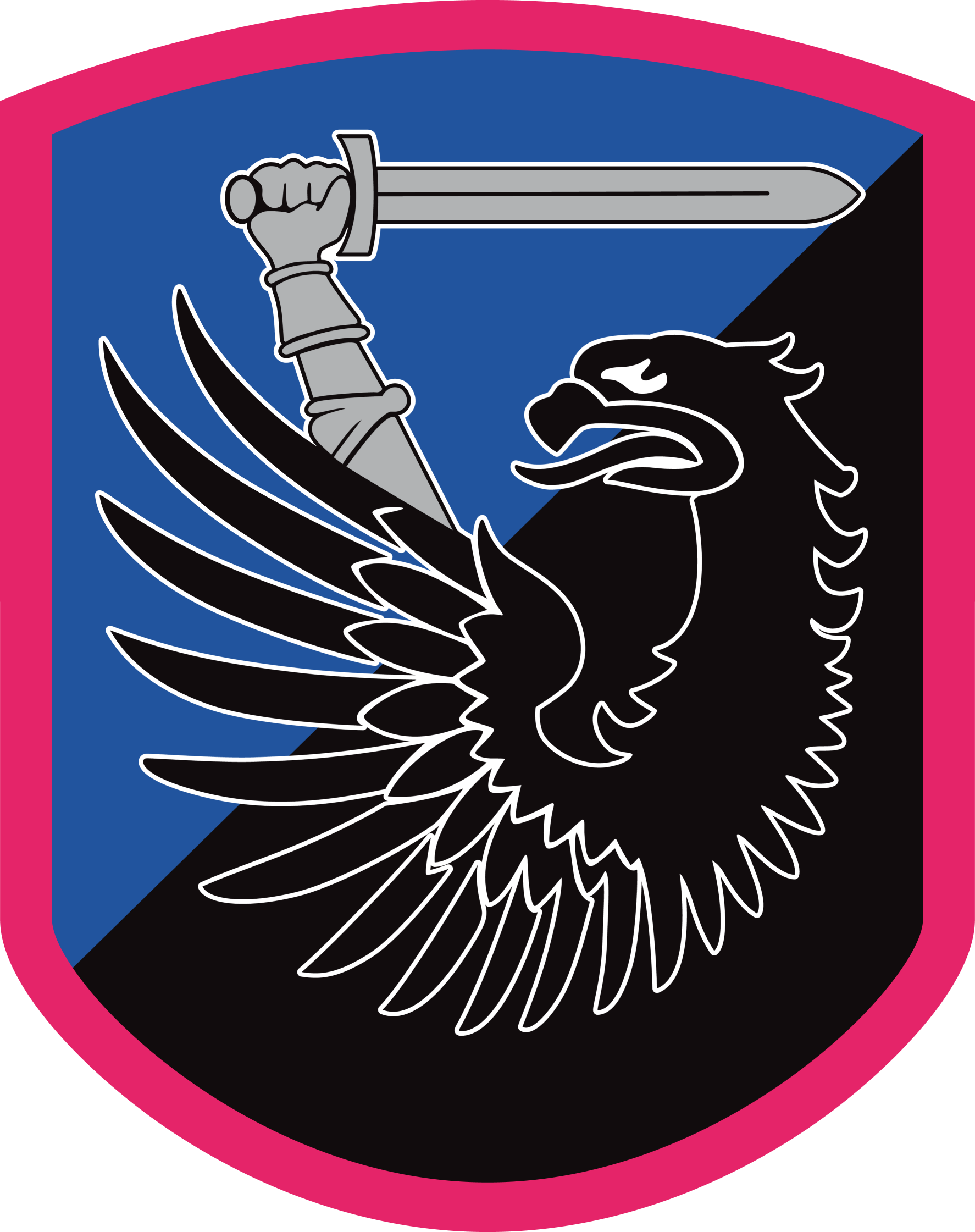
Oznaka rozpoznawcza na mundur wyjściowy
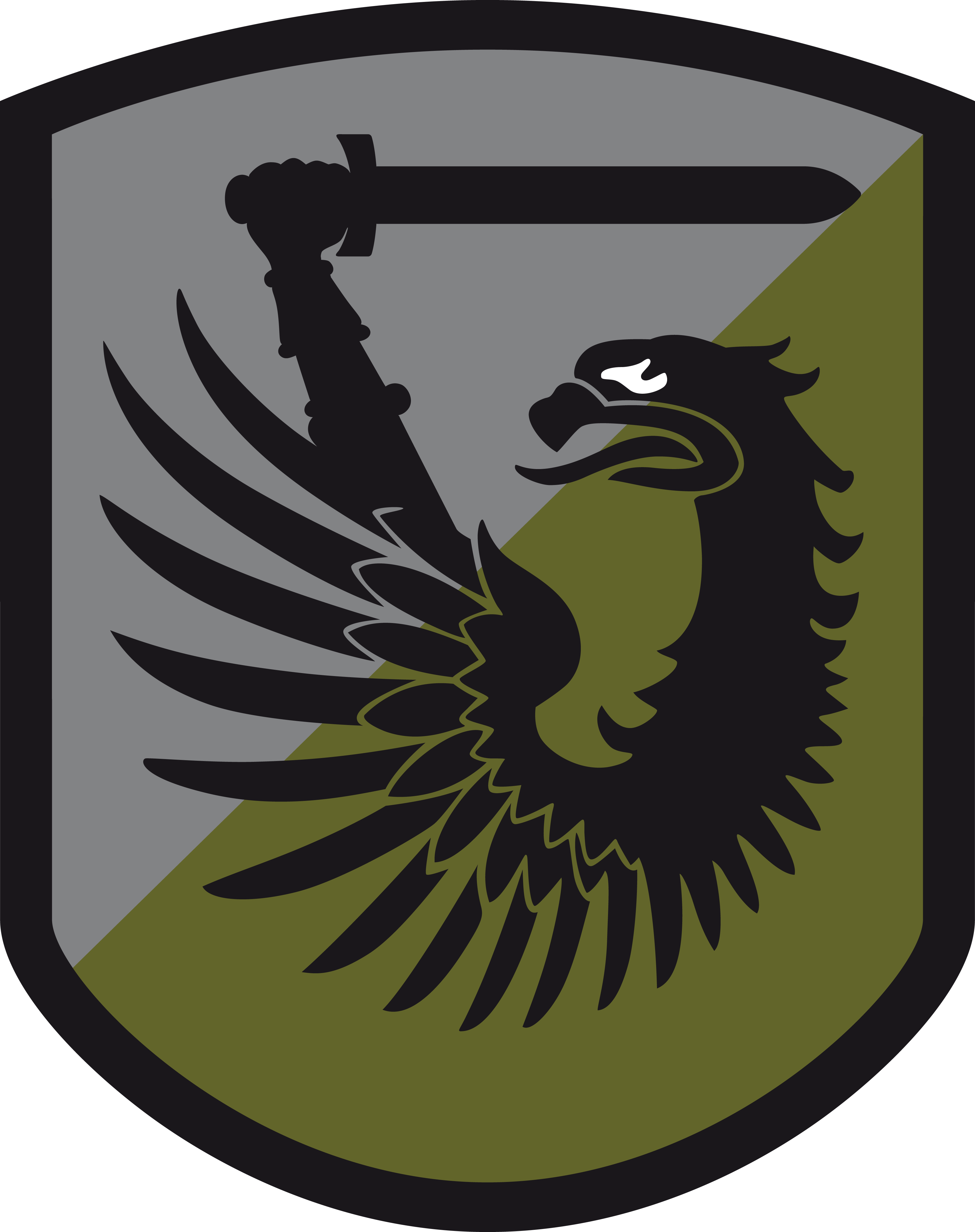
Oznaka rozpoznawcza na mundur polowy
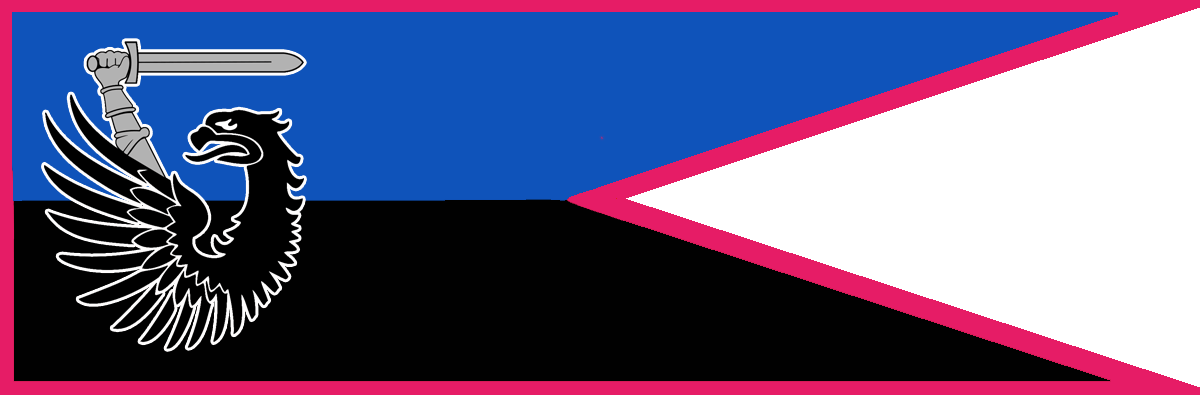
Proporczyk na beret